# Infecció del sistema nerviós central
Hi ha cinc causes principals d'infeccions del sistema nerviós central (SNC): bacterianes, víriques, fúngiques, protozoàries i priòniques:

## Bacteris
- Meningitis bacteriana
- Encefalitis bacteriana

## Fongs
- Meningitis criptocòccica

## Bacteris i fongs
- Abscés cerebral
- Infecció epidural espinal

## Protozous
- Toxoplasmosi
- Malària
- Meningoencefalitis amèbica primària
- Encefalitis amèbica granulomatosa
- Abscés cerebral amèbic

## Virus
- Meningitis vírica
- Encefalitis equina oriental
- Encefalitis de Sant Lluís
- Encefalitis japonesa
- Encefalitis del Nil Occidental
- Encefalitis transmesa per paparres
- Encefalitis per herpes simple
- Ràbia
- Virus de l'encefalitis de Califòrnia
- Encefalitis varicel·la-zóster
- Encefalitis de La Crosse
- Encefalitis del xarampió
- Encefalitis per virus Nipah
- Poliomielitis
- Infeccions per virus lents, que inclouen:
  - Panencefalitis esclerosant subaguda
  - Leucoencefalopatia multifocal progressiva
  - Síndrome d'immunodeficiència adquirida (SIDA)

## Prions
- Malaltia de Creutzfeldt-Jakob i la seva variant
- Insomni familiar fatal
- Síndrome de Gerstmann-Sträussler-Scheinker
- Kuru
- Prionopatia variablement sensible a la proteasa
- Encefalopatia espongiforme familiar

## Malalties postinfeccioses del sistema nerviós central
- PANDAS (hipòtesi controvertida)[1][2][3]
- Corea de Sydenham
- Encefalomielitis aguda disseminada
- Síndrome de Guillain-Barré